# ABCG2

ATP-binding cassette super-family G member 2는 ABCG2 유전자에 의해 암호화되는 인간의 단백질이다. ABCG2는 CDw338로 명기되기도 한다. ABCG2는 희귀 혈액형의 일종으로서 브라이언 발리프 박사에 의해 발견되었으며, 주니어형을 구성한다.

## 같이 보기
- ABC수송체